# Cardiapoda placenta
Cardiapoda placenta is een slakkensoort uit de familie van de Carinariidae. De wetenschappelijke naam van de soort is voor het eerst geldig gepubliceerd in 1830 door Lesson.